# 木村有恒

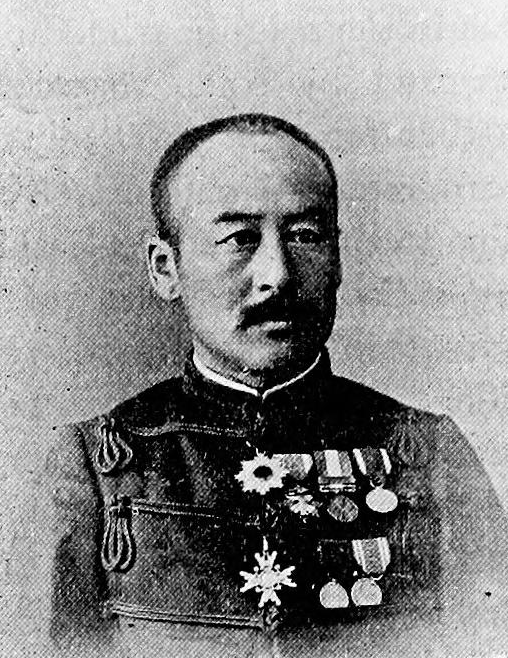
木村有恒

木村 有恒（きむら ありつね、1851年8月19日（嘉永4年7月23日） - 1920年5月20日）は、日本陸軍の軍人。最終階級は陸軍中将。

## 経歴
徳島県（阿波国）出身。明治5年3月25日（1872年5月2日）、陸軍少尉任官。
1894年（明治27年）8月、歩兵第3連隊長に就任し日清戦争に出征。旅順口の戦い、牛荘作戦などに参戦。1897年（明治30年）10月、歩兵大佐に昇進。1901年（明治34年）5月、陸軍少将に進級し歩兵第16旅団長となる。1903年（明治36年）7月、台湾守備混成第1旅団長に転任。
1904年（明治37年）10月、近衛歩兵第1旅団長となり日露戦争に出征。第1軍隷下として沙河会戦以降の諸戦に参加した。1907年（明治40年）11月、陸軍中将に進み新設の第18師団長に親補された。1912年（明治45年）5月13日、予備役に編入された。1914年4月1日に後備役となる。1918年4月1日に退役した。

## 栄典
位階
- 1901年（明治34年）9月30日 - 正五位[5]
- 1906年（明治39年）11月10日 - 従四位[6]
- 1912年（明治45年）5月31日 - 従三位[7]

勲章等
- 1889年（明治22年）11月29日 - 大日本帝国憲法発布記念章[8]
- 1895年（明治28年）
  - 5月23日 - 勲三等瑞宝章[9]
  - 9月20日 - 旭日中綬章・功四級金鵄勲章[10]
  - 11月18日 - 明治二十七八年従軍記章[11]
- 1905年（明治38年）5月30日 - 勲二等瑞宝章[12]
- 1906年（明治39年）4月1日 - 功三級金鵄勲章、旭日重光章、明治三十七八年従軍記章[13]
- 1915年（大正4年）11月10日 - 大礼記念章[14]

## 親族
- 娘婿 渡辺寿（陸軍中将）